# Ceratoconcha darwiniana
Ceratoconcha darwiniana is een zeepokkensoort uit de familie van de Pyrgomatidae. De wetenschappelijke naam van de soort is voor het eerst geldig gepubliceerd in 1893 door Prochazka.